# Антоній I Кассімата
Антоній I Кассімата (грец. Αντώνιος Α΄ Κασσυματάς), (8 століття  — 837 або 836 , Константинополь ) — Вселенський Патріарх Константинопольський з січня 821 по січень 837.

## Життєпис
Антоній (Адоній) мав невидатне походження, але отримав хорошу освіту, ставши юристом у Константинополі близько 800 року. Згодом став ченцем і просунувся до посади ігумена. До 814 року він став єпископом Силліона в Анатолії. Хоча Антоній був прихильником шанування ікон, утім 815 року він став іконоборцем, коли імператор Лев V Вірменин відновив іконоборство. Кажуть, що причиною зміни поглядів Антонія стала його надія отримати патріархат. Імператор призначив його членом комісії на чолі з майбутнім патріархом Іваном Граматиком для пошуку патристичної підтримки іконоборства. У 821 році новий імператор Михаїл II призначив Антонія патріархом, розчарувавши студитів, які сподівалися, що ікони будуть відновлені. Коли патріарх Антіохії коронував Фому Слов'янина імператором, Антоній відлучив його від церкви у 822 році. Історики іконопису записують, що Антоній був уражений виснажливою хворобою як божественне покарання за участь в іконоборчих соборах. Патріарх помер рано в 837 році і пізніше був підданий анафемі в православному Синодику.